# Armand Duplantis
Armand Gustav Duplantis, detto Mondo (Lafayette, 10 novembre 1999), è un astista svedese con cittadinanza statunitense, campione olimpico a Tokyo 2020 e Parigi 2024 e campione mondiale a Oregon 2022 e Budapest 2023.
In virtù degli eccellenti risultati ottenuti viene considerato il più grande astista di tutti i tempi ed uno dei più grandi atleti della sua generazione.
Durante la sua carriera ha migliorato per tredici volte il record mondiale della specialità (sette outdoor e sei indoor), che ad oggi detiene con la misura di 6,29 m realizzata a Budapest il 12 agosto 2025. Solo Serhij Bubka ha un maggior numero di miglioramenti del record mondiale nel corso della sua carriera, trentacinque (diciassette outdoor e diciotto indoor).

## Biografia

### Dagli inizi al 2020
Figlio dell'astista statunitense Greg Duplantis ed egli stesso cittadino statunitense, dal 2015 ha optato per la nazionalità sportiva svedese della madre, Helena Duplantis (cognome da nubile Hedlund, nata il 27 marzo 1965), a sua volta ex pallavolista. Armand conserva la doppia nazionalità. 
All'età di diciotto anni ha vinto la medaglia d'oro nel salto con l'asta ai campionati europei di atletica leggera di Berlino 2018, con la misura di 6,05 metri. Nell'occasione ha stabilito il record mondiale under 20, superando il ventunenne russo Timur Morgunov (6,00 metri) e il francese Renaud Lavillenie, primatista mondiale. Nel 2019 vince la medaglia d'argento ai mondiali di Doha con 5,97 m, preceduto con la stessa misura dallo statunitense Sam Kendricks.
L'8 febbraio 2020, a Toruń, ha stabilito il nuovo primato mondiale, con la misura di 6,17 metri, superando così di un centimetro il precedente primato di Lavillenie che durava dal 2014. Esattamente una settimana dopo, il 15 febbraio, a Glasgow, ha stabilito nuovamente il record mondiale, alzandolo di un centimetro e portandolo dunque a 6,18 metri. Entrambe le prestazioni, pur essendo state stabilite indoor, vengono ratificate come record mondiale secondo la regola 260 della federazione internazionale introdotta nel 1998, che prevede che i record mondiali possono essere stabiliti in impianti con o senza copertura. Il 17 settembre, in occasione del Golden Gala Pietro Mennea di Roma, realizza la miglior prestazione outdoor di sempre con la misura di 6,15 m.
Nel 2020 è stato nominato atleta mondiale dell'anno dalla World Athletics.

### 2021-2024: due ori olimpici
Ha rappresentato la Svezia ai Giochi olimpici estivi di Tokyo 2020, dove ha vinto la medaglia d'oro nel salto con l'asta, grazie alla misura di 6,02 metri, superando in finale lo statunitense Chris Nilsen e il brasiliano Thiago Braz da Silva, campione olimpico in carica.
Dopo numerosi tentativi nei mesi precedenti, il 7 marzo 2022 alla Štark Arena di Belgrado migliora il proprio record mondiale portandolo a 6,19 metri per poi incrementare ulteriormente il record a 6,20 metri in occasione della sua vittoria ai mondiali indoor di Belgrado. Il 24 luglio 2022 si laurea campione del mondo battendo nuovamente il record mondiale, portandolo a 6,21 metri. Ai successivi europei di Monaco di Baviera vince la medaglia d'oro in 6,05 metri, nuovo record dei campionati. In virtù di questi risultati ha ottenuto per la seconda volta il titolo di atleta mondiale dell'anno.
Il 25 febbraio 2023, dopo aver già annunciato di non partecipare agli europei indoor, in occasione dell'All Star ottiene il nuovo primato mondiale che migliora anche quello all'aperto, con la misura di 6,22 m. Il 26 agosto dello stesso anno conquista il suo secondo titolo mondiale consecutivo a Budapest, saltando in 6,10 m. Il 17 settembre 2023 in occasione delle finali di Diamond League a Eugene migliora il proprio primato mondiale, saltando al primo tentativo la misura di 6,23 m.
Inizia il 2024 partecipando ai mondiali indoor di Glasgow, vincendo la seconda medaglia d'oro consecutiva dopo quella di due anni prima a Belgrado con la misura di 6,05 m. Il 20 aprile, a Xiamen, migliora ulteriormente il suo record del mondo outdoor, portandolo a 6,24 m. In giugno, agli europei di Roma, conquista il suo terzo oro continentale consecutivo in 6,10 metri (nuovo record della competizione).
Il 5 agosto, alle Olimpiadi di Parigi, vince il suo secondo oro olimpico consecutivo e fa segnare un altro record mondiale con la misura di 6,25 metri. Diviene così il secondo astista della storia a vincere due ori olimpici, eguagliando il record realizzato da Bob Richards fra Helsinki 1952 e Melbourne 1956. Il 25 agosto migliora per la decima volta il record mondiale, saltando in 6,26 metri durante il Kamila Skolimowska Memorial di Chorzów.

### 2025-
Nel 2025 migliora per altre tre volte il suo record del mondo: il 28 febbraio a Clermont-Ferrand (6,27 m, primato mondiale indoor che migliora anche quello firmato ad agosto all'aperto), il 15 giugno a Stoccolma, dove raggiunge la misura di 6,28 metri, e il 12 agosto a Budapest (6,29 m). Il 22 marzo vince invece il suo terzo oro mondiale indoor a Nanchino in 6,15 m.

## Record mondiali
Seniores
- Salto con l'asta: 6,29 m ( Budapest, 12 agosto 2025)
- Salto con l'asta indoor: 6,27 m ( Clermont-Ferrand, 28 febbraio 2025)

## Palmarès
| Anno | Manifestazione  | Sede       | Evento           | Risultato | Prestazione | Note                                                          |
| ---- | --------------- | ---------- | ---------------- | --------- | ----------- | ------------------------------------------------------------- |
| 2015 | Mondiali U18    | Cali       | Salto con l'asta | Oro       | 5,30 m      | Record dei campionati                                         |
| 2016 | Mondiali U20    | Bydgoszcz  | Salto con l'asta | Bronzo    | 5,45 m      |                                                               |
| 2017 | Mondiali        | Londra     | Salto con l'asta | 9º        | 5,50 m      |                                                               |
| 2017 | Europei U20     | Grosseto   | Salto con l'asta | Oro       | 5,65 m      | Record dei campionati                                         |
| 2018 | Mondiali indoor | Birmingham | Salto con l'asta | 7º        | 5,70 m      |                                                               |
| 2018 | Mondiali U20    | Tampere    | Salto con l'asta | Oro       | 5,82 m      | Record dei campionati                                         |
| 2018 | Europei         | Berlino    | Salto con l'asta | Oro       | 6,05 m      | Record dei campionati · Miglior prestazione mondiale under 20 |
| 2019 | Mondiali        | Doha       | Salto con l'asta | Argento   | 5,97 m      |                                                               |
| 2021 | Europei indoor  | Toruń      | Salto con l'asta | Oro       | 6,05 m      | Record dei campionati                                         |
| 2021 | Giochi olimpici | Tokyo      | Salto con l'asta | Oro       | 6,02 m      |                                                               |
| 2022 | Mondiali indoor | Belgrado   | Salto con l'asta | Oro       | 6,20 m      | Record dei campionati                                         |
| 2022 | Mondiali        | Eugene     | Salto con l'asta | Oro       | 6,21 m      | Record dei campionati                                         |
| 2022 | Europei         | Monaco     | Salto con l'asta | Oro       | 6,06 m      | Record dei campionati                                         |
| 2023 | Mondiali        | Budapest   | Salto con l'asta | Oro       | 6,10 m      |                                                               |
| 2024 | Mondiali indoor | Glasgow    | Salto con l'asta | Oro       | 6,05 m      |                                                               |
| 2024 | Europei         | Roma       | Salto con l'asta | Oro       | 6,10 m      | Record dei campionati                                         |
| 2024 | Giochi olimpici | Parigi     | Salto con l'asta | Oro       | 6,25 m      | Record olimpico                                               |
| 2025 | Mondiali indoor | Nanchino   | Salto con l'asta | Oro       | 6,15 m      |                                                               |

## Altre competizioni internazionali
2018
- Oro al Bauhaus-Galan ( Stoccolma), salto con l'asta - 5,86 m

2019
- Oro al Prefontaine Classic ( Stanford), salto con l'asta - 5,93 m

2020
- Oro alla Orlen Copernicus Cup ( Toruń), salto con l'asta - 6,17 m
- Oro al Muller Indoor Grand Prix ( Glasgow), salto con l'asta - 6,18 m
- Oro ai Bislett Games ( Oslo), salto con l'asta - 5,86 m
- Oro all'Herculis ( Monaco), salto con l'asta - 6,00 m
- Oro al Bauhaus-Galan ( Stoccolma), salto con l'asta - 6,01 m
- Oro all'Athletissima ( Losanna), salto con l'asta - 6,07 m
- Oro al Memorial Van Damme ( Bruxelles), salto con l'asta - 6,00 m
- Oro al Golden Gala ( Roma), salto con l'asta - 6,15 m
- Oro al Doha Diamond League ( Doha), salto con l'asta - 5,82 m

2021
- Oro ai Bislett Games ( Oslo), salto con l'asta - 6,01 m
- Oro al Bauhaus-Galan ( Stoccolma), salto con l'asta - 6,02 m
- Oro al Meeting de Paris ( Parigi), salto con l'asta - 6,01 m
- Argento al Memorial Van Damme ( Bruxelles), salto con l'asta - 6,05 m
- Oro al Weltklasse Zürich ( Zurigo), salto con l'asta - 6,06 m
- Vincitore della Diamond League nella specialità del salto con l'asta

2022
- Oro al Belgrade Indoor Meeting ( Belgrado), salto con l'asta - 6,19 m
- Oro al Bauhaus-Galan ( Stoccolma), salto con l'asta - 6,16 m
- Oro all'Athletissima ( Losanna), salto con l'asta - 6,10 m
- Argento al Memorial Van Damme ( Bruxelles), salto con l'asta - 5,81 m
- Oro al Weltklasse Zürich ( Zurigo), salto con l'asta - 6,07 m
- Vincitore della Diamond League nella specialità del salto con l'asta

2023
- Oro alla All Star Perche ( Clermont-Ferrand), salto con l'asta - 6,22 m
- Oro ai Bislett Games ( Oslo), salto con l'asta - 6,01 m
- Oro al Bauhaus-Galan ( Stoccolma), salto con l'asta - 6,05 m
- Oro al Kamila Skolimowska Memorial ( Chorzów), salto con l'asta - 6,01 m
- Oro al Weltklasse Zürich ( Zurigo), salto con l'asta - 6,00 m
- Oro al Memorial Van Damme ( Bruxelles), salto con l'asta - 6,10 m
- Oro al Prefontaine Classic ( Eugene), salto con l'asta - 6,23 m
- Vincitore della Diamond League nella specialità del salto con l'asta

2024
- Oro alla Xiamen Diamond League ( Xiamen), salto con l'asta - 6,24 m
- Oro alla Shanghai Diamond League ( Suzhou), salto con l'asta - 6,00 m
- Oro al Bauhaus-Galan ( Stoccolma), salto con l'asta - 6,00 m
- Oro al Meeting de Paris ( Parigi), salto con l'asta - 6,00 m
- Oro all'Athletissima ( Losanna), salto con l'asta - 6,15 m
- Oro al Kamila Skolimowska Memorial ( Chorzów), salto con l'asta - 6,26 m
- Oro al Weltklasse Zürich ( Zurigo), salto con l'asta - 5,82 m[31]
- Oro al Memorial Van Damme ( Bruxelles), salto con l'asta - 6,11 m
- Vincitore della Diamond League nella specialità del salto con l'asta

2025
- Oro alla All Star Perche ( Clermont-Ferrand), salto con l'asta - 6,27 m
- Oro alla Xiamen Diamond League ( Xiamen), salto con l'asta - 5,92 m
- Oro alla Shanghai Diamond League ( Shaoxing), salto con l'asta - 6,11 m
- Oro ai Bislett Games ( Oslo), salto con l'asta - 6,15 m
- Oro al Bauhaus-Galan ( Stoccolma), salto con l'asta - 6,28 m
- Oro al Prefontaine Classic ( Eugene), salto con l'asta - 6,00 m[31]
- Oro all'Herculis ( Monaco), salto con l'asta - 6,05 m
- Oro al Gyulai István Memorial ( Budapest), salto con l'asta - 6,29 m
- Oro al Kamila Skolimowska Memorial ( Chorzów), salto con l'asta - 6,10 m

## Riconoscimenti
- Atleta mondiale dell'anno (2020, 2022, 2023)
- Atleta mondiale dell'anno - Pedana maschile (2024)
- Atleta mondiale emergente dell'anno (2018)
- Atleta europeo emergente dell'anno (2018)
- Atleta europeo dell'anno (2022, 2024)